# Ferrovia Paulista SA
La Ferrovia Paulista S.A. (Fepasa) était une entreprise ferroviaire brésilienne qui appartenait à l'État de São Paulo avec sa maille s'étendant au Minas Gerais jusqu'à Araguari. Elle avait aussi un embranchement qui se terminait à Sangés au Paraná. Elle disparut lors de son incorporation à la Rede Ferroviária Federal (Réseau ferroviaire fédéral) le 29 mai 1998.